# Verklista för Pjotr Tjajkovskij
Lista över verk av Pjotr Tjajkovskij.
| I denna artikel     |
| används tonnamnen   |
| B♭ och H.           |
| Se olika skrivsätt. |

## I kronologisk ordning
- Op. 1 Scherzo à la russe, Två stycken, för piano (1867)
- Op. 2 Souvenir de Hapsal, Tre stycken för piano (1867)
- Op. 3 Voyevoda, opera (1868)
- Op. 4 Valse-caprice i D-dur, för piano (1868)
- Op. 5 Romans i f-moll, för piano (1868)
- Op. 6 Sex romanser (1869)
- Op. 7 Valse-scherzo i A-dur, för piano (1870)
- Op. 8 Capriccio i Gess-dur, för piano (1870)
- Op. 9 Trois morceaux, för piano (1870)
- Op. 10 Deux morceaux, för piano (1871)
- Op. 11 Stråkkvartett nr 1 i D-dur (1871)
- Op. 12 Snegurochka, skådespelsmusik (1873)
- Op. 13 Symfoni nr 1 i g-moll Vinterdrömmar (1868, omarbetad 1874) (1866)
- Op. 14 Smeden Vakula", opera (1874)"
- Op. 15 Festuvertyr i D-dur över den danska nationalsången, för orkester (1866)
- Op. 16 Sex sånger (1872) 
  - Nr. 1 Vaggvisa
- Op. 17 Symfoni nr. 2 i c-moll Den lillryska (1872)
- Op. 18 Stormen, symfonisk fantasi i f-moll, efter William Shakespeare (1873)
- Op. 19 Sex stycken, för piano (1873)
- Op. 20 Svansjön, balett (1876)
- Op. 21 Six morceaux, för piano (1873)
- Op. 22 Stråkkvartett nr 2 i F-dur (1874)
- Op. 23 Pianokonsert nr 1 i b♭-moll (1875)
- Op. 24 Eugen Onegin , opera (1878)
- Op. 25 Sex sånger (1874)
- Op. 26 Sérénade mélancolique i h-moll, för violin och orkester (1875)
- Op. 27 Sex sånger (1875)
- Op. 28 Sex sånger(1875)
- Op. 29 Symfoni nr 3 i D-dur "Den polska" (1875)
- Op. 30 Stråkkvartett nr 3 i ess-moll (1876)
- Op. 31 Slavisk marsch i b♭-moll, för orkester (1876)
- Op. 32 Francesca da Rimini, symfonisk fantasi i e-moll, efter Dante Alighieri (1876)
- Op. 33 Variationer över ett rokokotema i A-dur, för cello och orkester (1876)
- Op. 34 Vals-scherzo i C-dur, för violin och orkester (1877)
- Op. 35 Violinkonsert i D-dur (1878)
- Op. 36 Symfoni nr 4 i f-moll (1877)
- Op. 37a Pianosonat nr 1 i G-dur (1878)
- Op. 37b Årstiderna, Tolv stycken för piano (1876)
- Op. 38 Sex sånger (1878)
- Op. 39 Album pour enfants, 24 stycken för piano (1878)
- Op. 40 Deux morceaux de difficulté moyenne, för piano (1878)
- Op. 41 Chrysostomosliturgi, för kör a cappella (1878)
- Op. 42 Souvenir d'un lieu cher, tre stycken för violin och piano (1878)
- Op. 43 Orkestersvit nr 1 i D-dur (1879)
- Op. 44 Pianokonsert nr 2 i G-dur (1880)
- Op. 45 Capriccio italien (Italienskt capriccio) i A-dur, för orkester (1880)
- Op. 46 Sex duetter, med piano (1880)
- Op. 47 Sju sånger (1880)
- Op. 48 Serenad för stråkar i C-dur (1880)
- Op. 49 Ouvertyr 1812 i Ess-dur (1880)
- Op. 50 Pianotrio i a-moll (1882)
- Op. 51 Sex stycken för piano (1882)
- Op. 52 Vesper, för kör a cappella (1882)
- Op. 53 Orkestersvit nr 2 i C-dur (1883)
- Op. 54 16 sånger för barn (1883)
- Op. 55 Orkestersvit nr 3 i G-dur (1884)
- Op. 56 Konsertfantasi i G-dur, för piano och orkester (1884)
- Op. 57 Sex sånger (1884)
- Op. 58 Manfredsymfonin i h-moll,  (1885) (onumrerad symfoni)
- Op. 59 Dumka i c-moll, för piano (1886)
- Op. 60 Tolv sånger (1886)
  - Nr. 7 Zigenarsånger
- Op. 61 Orkestersvit nr 4 Mozartiana (1887)
- Op. 62 Pezzo capriccioso i h-moll, för cello och orkester (eller piano) (1887)
- Op. 63 Sex sånger (1887)
- Op. 64 Symfoni nr 5 i e-moll, Engelsk (1888)
- Op. 65 Sex sånger med fransk text (1888)
- Op. 66 Törnrosa, balett (1889)
- Op. 67 Hamlet, fantasiuvertyr i f-moll (1889)
- Op. 67a Hamlet, skådespelsmusik
- Op. 68 Spader Dam, opera (1890)
- Op. 69 Jolanta, opera (1891)
- Op. 70 Souvenir de Florence, stråksextett i d-moll (1890)
- Op. 71 Nötknäpparen, balett (1892)
- Op. 71a Nötknäpparen, svit från baletten (1892)
- Op. 72 18 stycken för piano (1893)
- Op. 73 Sex sånger (1893)
- Op. 74 Symfoni nr 6 i h-moll Pathétique (1893)

Opp. 75–80 publicerade efter Tjajkovskijs död.
- Op. 75 Pianokonsert nr 3 i Ess-dur (1893)
- Op. 76 Stormen, uvertyr i E-dur (1864)
- Op. 77 Ödet, symfonisk dikt i c-moll (1868)
- Op. 78 Vojevoda, symfonisk ballad i a-moll
- Op. 79 Andante och final i B♭ och Final i Ess-dur, för piano och orkester (1893)
- Op. 80 Pianosonat nr 2 i ciss-moll (1865)

## Sorterade efter typ

### Operor
- Vojvoden op. 3 (förstörd, delvis rekonstruerad), efter Aleksandr Ostrovskij (1868)
- Undina (förstörd), efter Friedrich de la Motte-Fouqué (1869)
- Opritjnik, efter Ivan Lazjetjnikov (1872)
- Smeden Vakula op. 14, efter Nikolaj Gogol (1874)
- Eugen Onegin, efter Alexander Pusjkin (1874)
- Orleanska jungfrun eller Jeanne d'Arc, efter Friedrich Schiller (1879)
- Mazeppa, efter Alexander Pusjkin (1883)
- Tofflorna, även känd som Oxanas kapricer, utgör en omarbetning av Smeden Vakula (1885)
- Trollkvinnan (även känd som Häxan eller Förtrollerskan, efter Ippolit Sjpazjinskij (1887)
- Spader dam op. 68, efter Alexander Pusjkin (1890)
- Jolanta (Iolanta) op. 69, efter Henrik Hertz op.69

### Baletter
- Svansjön op. 20 (1876)
- Törnrosa op. 60 (1889)
- Nötknäpparen op. 71 (1892)

### Orkesterverk
- Symfoni nr 1 g-moll Vinterdrömmar op. 13 (1866), omarbetad 1874)
- Fatum, symfonisk dikt, op. 77 (postum) (1868)
- Romeo och Julia, fantasiuvertyr, (1869), omarbetad 1870 och 1880
- Svit nr 1 D-dur op. 43 (1870)
- Symfoni nr 2 c-moll Den lillryska op. 17 (1872), bearbetad 1879
- Symfoni nr 3 D-dur Den polska op. 29 (1875)
- Stormen, fantasiuvertyr, op. 18 (1873)
- Francesca da Rimini, fantasi, op. 32 (1876)
- Symfoni nr 4 f-moll op. 36 (1877)
- Slavisk marsch op. 31 (1876)
- Capriccio italien op. 45 (1880)
- Serenad för stråkorkester C-dur op. 48 (1880)
- Ouverture solennelle 1812 op. 42 (1880)
- Svit nr 2 C-dur op. 53 (1883)
- Svit nr 3 G-dur op. 55 (1884)
- Symfoni be 7 h-moll  Manfred , op. 58 (1885)
- Svit nr 4 Mozartiana op. 61 (1887)
- Hamlet, fantasiuvertyr, op. 67a (1888)
- Symfoni nr 5 e-moll Engelsk op. 64 (1888)
- Vojvoden, symfonisk dikt, op 78 (postum) (1890)
- Nötknäpparen, orkestersvit, op. 71a (1892)
- Symfoni nr 6 h-moll Pathétique op. 74 (1893)
- Symfoni nr 9 Ess-dur (1892, Skiss), ofullbordad, symfonin fullbordades av musikforskaren Semjon Bogatyriev under 1950-talet och uruppfördes 1957.  Kort engelsk text om symfonins rekonstruktion.

### Verk för soloinstrument och orkester
- Konsert nr 1 för piano och orkester b♭-moll op. 23 (1875)
- Variationer över ett rokokotema för violoncell och orkester op. 33 (1876)
- Konsert för violin och orkester D-dur op. 35 (1878)
- Konsert nr 2 för piano och orkester G-dur op. 44 (1880)
- Konsertfantasi för piano och orkester op. 56 (1884)
- Konsert nr 3 för piano och orkester Ess-dur op. 75 (postum) (1893)

### Kammarmusik
- Stråkkvartett nr 1 D-dur op. 11 (1871)
- Stråkkvartett nr 2 F-dur op. 22 (1874)
- Stråkkvartett nr 3 ess-moll op. 30 (1876)
- Trio för piano, violin, violoncell a-moll op. 50 (1882)
- Souvenir de Florence op. 70 (2 violiner, 2 altfioler, 2 violonceller) (1890), omarbetad 1892

### Pianoverk (solo)
- Op. 1. Scherzo à la russe, impromptu (1867)
- Op. 2. Souvenir de Hapsal: 1. Ruines d'un Chateau. 2. Scherzo. 3. Chants sans paroles (1867)
- Op. 4. Valse-caprice (1868)
- Op. 5. Romance (1868)
- Op. 9. 1. Träumerei; 2. Salon-polka: 3. Salon-mazurka (1870)
- Op. 19. 1. Träumerei am Abend; 2. Humoristiskt scherzo; 3. Albumblad; 4. Nocturno i ciss-moll; 5. Capriccioso; 6. Tema och variationer F-dur (1873)
- Op. 21. Sex stycken över ett tema: 1. Preludium; 2. Fuga (fyrstämmig); 3. Impromptu; 4. Sorgmarsch; 5. Mazurka; 6. Scherzo (1873)
- Op. 37. Sonat G-dur (1878)
- Op. 37a. Årstiderna. 12 stycken (1876)
- Op. 39. Barnalbum. 24 lätta stycken (1878)
- Op. 40. 12 medelsvåra stycken (1878)
- Op. 51. 1. Valse de salon; 2. Polka peu dansante; 3. Menuetto scheroso; 4. Natha-valse; 5. Romance; 6. Valse sentimentale (1882)
- Op. 72. 18 stycken
- Femtio ryska folkstycken för fyrhändigt piano (1869)

### Solosånger
- Op 6. Sex sånger: 1. Glaub nicht, mein Freund; 2. Nicht Worte; 3. Wie weh, wie süss; 4. Die Träne bebt; 5. Warum?; 6. Nur wer die Sehnsucht kennt (1869)
- Op 16. Sex sånger: 1. Vaggsång; 2. Warte noch!; 3. Erfass nur einmal; 4. O möchtest du noch einmal singen; 5. Was nun?; 6. Grekisk sång. (1872)
- Op 25. Sex sånger: 1. Herz, o lass dich vom Schlummer umfangen; 2. Wie hier die Schrift; 3. Mignons sång; 4. Kanariefågeln; 5. Mit ihr ein Wort; 6. Einst zum Narren (1874)
- Op 27. 1. An den Schlaf; 2. O sieh die Wolke; 3. Geh nicht von mir; 4. Afton; 5. Klagan; 6. Dem Vöglein gleich (1875)
- Op 28. Sex sånger: 1. Nein, wenn ich liebe; 2. Die rote Perlenschnur; 3. Warum im Traume; 4. Er liebte nich so sehr; 5. Kein Wort von dir; 6. Ein einziges Wörtchen (1875)
- Op 38. Sex sånger: 1. Don Juans serenad; 2. Es war zur ersten Frühlingszeit; 3. Inmitten des Balles; 4. Nur einen Augenblick; 5. Die Liebe eines Toten; 6. Pimpinella (1878)
- Op 47. Sju sånger: 1. Wenn ich das gewusst; 2. Durch die Gefilde des Himmels; 3. Der Dämmerung Schleier sank; 4. Schlaf ein, betrübtes Lieb; 5. Gesegnet seid mir, Wald und Au; 6. Ob heller Tag; 7. War nicht ein Halm (1880)
- Op 54. Sexton sånger för barn (1883)
- Op 57. Sex sånger: 1. O sprich, wovon die Nachtigall; 2. Aufs bleiche Herbstgefilde; 3. O frage nicht; 4. Schlaf ein; 5. Döden; 6. Nur Du allein (1884)
- Op 60. Tolv sånger: 1. Die gestrige Nacht; 2. Verschwiegenheit; 3. O wüsstest du; 4. Näktergalen; 5. Enkla ord; 6. Sömnlösa nätter; 7. Zigenarens sång; 8. Lebewohl; 9. Natten; 10. Lockelsen; 11. Hjältemod; 12. Stjärnenatt (1886)
- Op 63. Sex sånger: 1. Nicht sogleich hat mich Liebe erfüllt; 2. Am offenen Fenster; 3. Fahrt hin, ihr Träume; 4. Återseende; 5. Klein Lichtlein glänzt; 6. Serenad (1887)
- Op 65. Sex franska sånger: 1. Sérénade; 2. Déception; 3. Sérénade; 4. Qu'importe que l'hiver; 5. Les larmes; 6. Rondel (1888)
- Op 73. Sex tyska sånger: 1. An den schlummernden Strom; 2. Nacht; 3. O du mondhelle Nacht; 4. Sonne ging zur Ruh; 5. In trüber Stund; 6. Als ich wie einstmals allein (1893)

### Två- och flerstämmig vokalmusik
- Sex duetter: 1. Afton; 2. Skotsk ballad; 3. Tårar; 4. I trädgården; 5. Lidelse; 6. Skymning (1880)
- Moskva, kantat för mezzosopran, baryton, kör och orkester (1883)
- Näktergalen, för blandad kör a cappella (1889)
- Tre körer (Три хора) a cappella (1891)[1]

1. Не кукушечка во сыром бору, text Nikolaj Grigorevitj Tsyganov (Николай Григорьевич Цыганов) (1797–1831)
2. Что смолкнул веселия глас?, text Aleksandr Pusjkin
3. Без поры да без времени, text Nikolaj Grigorevitj Tsyganov

### Andlig musik
- Den helige Ivan Slatousts liturgi: 15 satser 1878, op. 41
- Vesper: Harmonisering av 17 kyrkosånger, op. 52 (1882)
- Nio liturgiska körsatser: 1. Cherubin I; 2. Cherubin II; 3. Cherubin III; 4. Wir singen Dir; 5. Würdig ist's; 6. Vater unser; 7. Seligkeit; 8. Herr, erhöre mein Gebet!; 9. Nun die himmlischen Mächte (1884/85)